# Bahau jezik
Bahau jezik (ISO 639-3: bhv), austronezijski jezik iz indonezijske provincije Kalimantan Timur, u regenciji Kutai Barat, sjeverno i jugoistočno od Busanga. Govori ga oko 19 000 ljudi (2007 SIL). Pripada podskupini pravih kajanskih jezika, i široj skupini kayan-kenyah.

## Vanjske poveznice
- Ethnologue (14th)
- Ethnologue (15th)